# Товстівка (Безенчуцький район)
Товстівка (рос. Толстовка) — село в Безенчуцькому районі Самарської області Російської Федерації.
Населення становить 67 осіб. Входить до складу муніципального утворення сільське поселення Купине.

## Історія
Населений пункт розташований у межах українського етнічного та культурного краю Жовтий Клин.
Від 2005 року входило до складу муніципального утворення сільське поселення Купине.

## Населення
| 2010 | 2012 | 2013 | 2014 | 2015 | 2016 |
| ---- | ---- | ---- | ---- | ---- | ---- |
| 59   | ↘48  | ↗66  | ↘49  | ↗63  | ↗67  |